# المشيرفة (العنازة)
المشيرفة قرية تتبع ناحية العنازة في منطقة بانياس التابعة لمحافظة طرطوس.